# Poliadenilação
A poliadenilação é o processo de ligação de caudas poli(A) a uma molécula de RNA mensageiro. Faz parte do processo de maturação do RNA mensageiro com vista à tradução, dentro do processo de síntese protéica. Nos eucariotas, a maioria das moléculas de RNA mensageiro termina com uma cauda poliadenilada na sua extremidade 3'. Esta cauda terminal protege a molécula de RNA das exonucleases, e é importante para a terminação da transcrição, para a exportação do RNA a partir do núcleo e para a tradução. Alguns RNAs de procariotas também são poliadenilados, mas a cauda tem funções diferentes.